# ボタン科
ボタン科 (ボタンか、Paeoniaceae) は双子葉植物の科で、ボタン属Paeonia だけからなる単型科である。花が大きく美しいボタンやシャクヤクを含む。
草本または小低木で、アジア、南欧、北米西部に40種ほど分布する。日本にはヤマシャクヤク Paeonia japonica とベニバナヤマシャクヤク P. obovata が自生する。葉は複葉で深い切れ込みがある。花には雄蕊が多数、雌蕊が3-5個ある。
かつては見かけの似たキンポウゲ科に含められていたが、現在では系統的にかなり異なるとされる（APG植物分類体系ではユキノシタ目）。
ボタンやシャクヤクが園芸用に栽培されるほか、漢方薬としても用いられる。

## 外部リンク

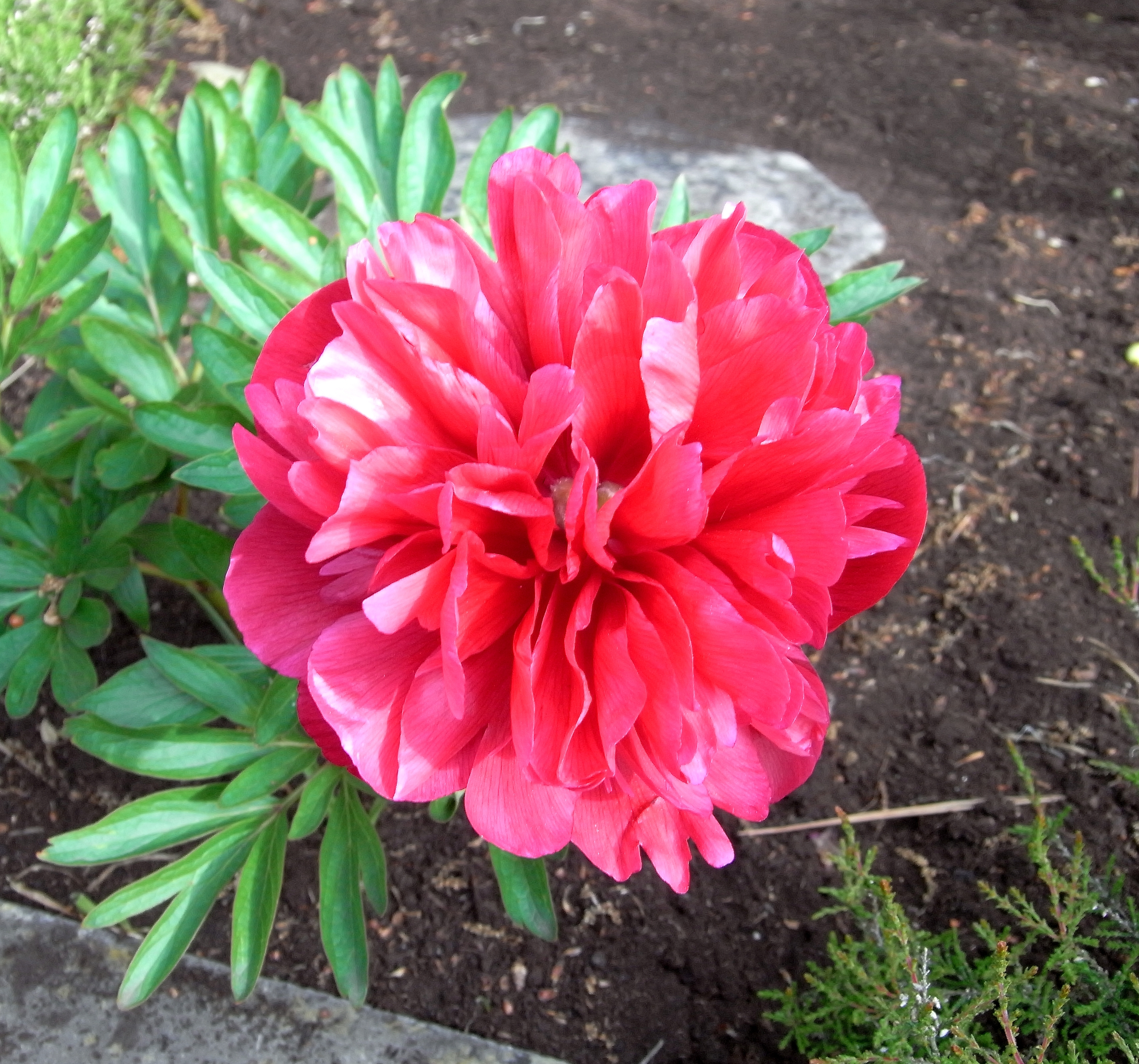